# Ty Law
Ne doit pas être confondu avec Ty Lawson.
Pro Football Hall of Fame 2019
(en) Statistiques sur pro-football-reference
Tajuan Ernest « Ty » Law, né le 10 février 1974 à Aliquippa, est un ancien joueur américain de football américain. Il a joué avec les Patriots de la Nouvelle-Angleterre, les Jets de New York, les Chiefs de Kansas City et les Broncos de Denver au cours de sa carrière.

## Biographie

### Carrière universitaire
Étudiant à l'université du Michigan, il joua pour les Wolverines du Michigan de 1993 à 1994.

### Carrière professionnelle
Il a été sélectionné cinq fois au Pro Bowl (1998, 2001, 2002, 2003 et 2005) et deux fois en All-Pro (1998 et 2003). Il est également élu dans l'équipe NFL de la décennie 2000.

#### Patriotes de la Nouvelle-Angleterre
Il fut drafté en 1995 à la 23e place (1er tour) par les Patriots de la Nouvelle-Angleterre. Il y passera la majeure partie de sa carrière et emportant trois Super Bowl (XXXVI, XXXVIII et XXXIX).

#### Jets de New York
Il signe en 2005 aux Jets de New York.

#### Chiefs de Kansas City
Par après, il joue pendant deux ans aux Chiefs de Kansas City. 

##### Retour à New York (2008)
Ensuite, il re-signe aux Jets de New York un an en 2008. 

#### Broncos de Denver
Le 7 novembre 2009, il signe aux Broncos de Denver. Il finit sa carrière après une saison aux Broncos de Denver.

#### Après-carrière
En 2019, Ty Law est intronisé au Pro Football Hall of Fame.